# 미필적 고의에 의한 여름휴가
《미필적 고의에 의한 여름휴가》(Sommer '04, Summer '04)는 독일에서 제작된 스테판 크로머 감독의 2006년 멜로/로맨스, 스릴러 영화이다. 마르티나 게덱 등이 주연으로 출연하였고 캐트린 쉬로저 등이 제작에 참여하였다.
이 영화는 2006년 칸 영화제, 2006년 토론토 국제영화제, 2007년 베를린 국제영화제에서 상영되었다.

## 출연

### 주연
- 마르티나 게덱
- 로버트 젤리거

### 조연
- 스베아 로드
- 피터 다보아
- 루카스 코타라닌
- 니콜 마리슈카

## 기타
- 공동제작: 바르바라 불
- 공동제작: 사빈느 홀트그레브
- 공동제작: 벳티나 레이츠
- 공동제작: 조지 스테이네르트
- 미술: 질케 피셔
- 의상: 실케 소머
- 배역: 니나 하운